# 拉亞航空
拉亞航空（Raya Airways）是一家位於马来西亚雪蘭莪梳邦，以經運國際貨運航線為主的貨運航空公司。拉亞航空的前身為成立於1993年的金鵬航空(Transmile Air)。拉亞航空也为 DHL、联合包裹服务公司、澳门航空和 CEN Worldwide 等全球性公司提供服务。

## 歷史
拉亞航空開始時只有一架波音737及一架塞斯納208。隨後在2000年接收第一架波音727，以擴大其業務。之後又接收了4架MD-11F經營長途貨運航線。後來，這4架MD-11F賣給了联邦快递。
1993年11月，拉亞航空以金鵬航空的名字开始运营，当时他們只有一架波音737和一架塞斯纳208，且幫忙马来西亚邮政的东马快递业务提供航空快件运输服务。该公司后来发展成为一家国际公司，也是马来西亚唯一一家专门从事亚洲内部隔夜快递货运的运营商。
2000 年，该公司接收了他們的第一架波音727货机，該波音727主要用于吉隆坡/槟城至曼谷與香港的快递业务。这是他们为现有客户DHL提供的延伸服务。五年来，由于该地区对货运服务的需求不断增长，金鵬航空将其波音727机队增加到10架。
在2005年，作为扩大运营和连接航线网络战略的一部分，金鵬航空也于當年购买了四架麥道MD-11用於吉隆坡-香港-洛杉矶的航线。這四架麥道11F貨機在2011年時出售給美國聯邦快遞。
2002年至2006年，金鵬航空为澳门航空提供航空货运服务。
2014年，该航空公司更名为拉亞航空。
2021年，拉亞航空開始在中國南寧開始營運。也成為了第一家在中國南寧運營的馬來西亞貨運服務供應商。

## 机隊

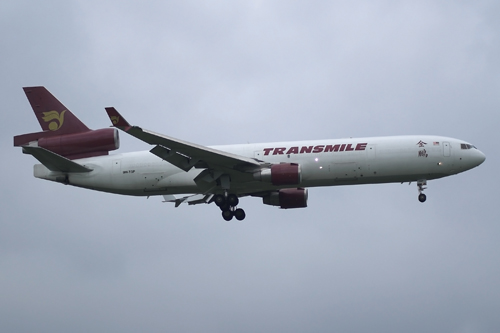
金鵬航空MD-11F

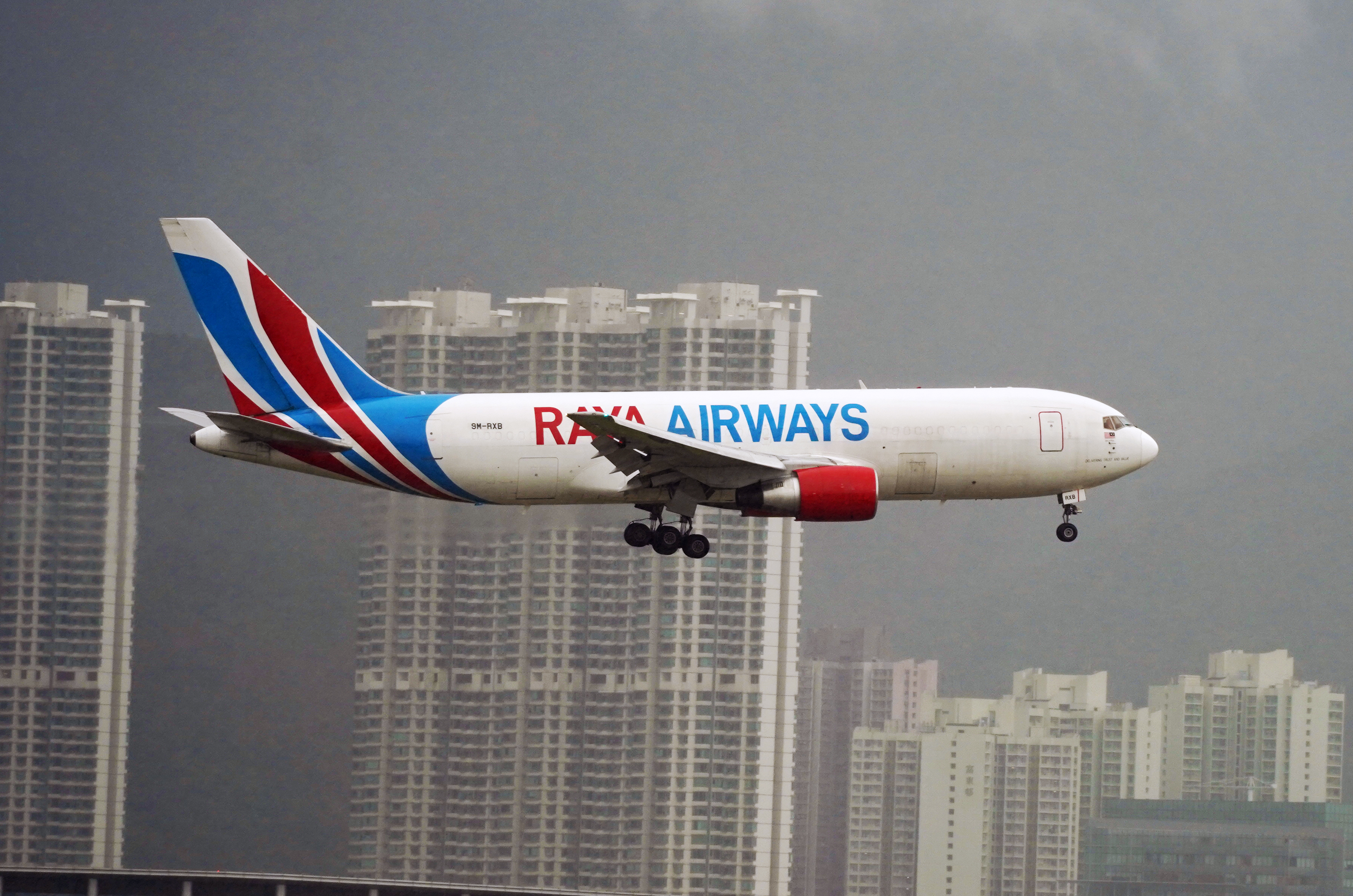
拉亞航空波音767F

截至2023年10月，拉亞航空擁有以下機隊: